# Václav Rybář
Václav Rybář, známý též pod přezdívkou imf (* 11. prosince 1981 Ústí nad Labem) je český novinář, filmový publicista a videoproducent.

## Život
Vystudoval obor Mediální studia na Fakultě sociálních věd Univerzity Karlovy.
Publicistickou kariéru odstartoval v roce 1999 spoluprací s portálem Svět Namodro. V roce 2001 začal psát pro web Filmweb.cz a internetový magazín Filmpub.cz, kde mezi lety 2003 a 2005 sloužil jako šéfredaktor. V roce 2005 založil vlastní projekt TrailerZone.cz (později MovieZone.cz). Dále působil jako šéfredaktor časopisu Svět DVD a redaktor časopisů DVD mag, Premiere, Maxim, Travel Digest a Faster Magazine. Externě spolupracoval s časopisy Level, Muži v Česku, Cinema nebo Týden.
Je velkým příznivcem hongkongské akční kinematografie. V letech 2001–2003 natáčel se skupinou High Kick Company amatérské filmy s tematikou bojových umění a později provozoval web HK Stars s recenzemi a texty o hongkongských akčních filmech. O hongkongské akční kinematografii napsal také bakalářskou práci. V roce 2004 spolupracoval na choreografii akčních scén u české hororové komedie Choking Hazard.
Od roku 2010 je spolumoderátorem a producentem videopořadu o filmech MovieZone Live, od roku 2018 je též autorem dalších relací jako MovieZone Live Speciál nebo Encyklopedie akčního filmu, které spadají pod filmový web MovieZone.cz.
Je spoluautorem knih a filmových encyklopedií Továrna na sny, Encyklopedie akčního filmu, Encyklopedie fantasy filmu a Encyklopedie komiksového filmu.

## Knihy
- Encyklopedie akčního filmu, spolu s Petrem Cífkou a Matějem Svobodou (XYZ, 2019, ISBN 978-80-7597-556-0)
- Encyklopedie komiksového filmu, spolu s Petrem Cífkou, Matějem Svobodou a Karlem Ryškou (XYZ, 2020, ISBN 978-80-7597-789-2)
- Továrna na sny, spolu s Matějem Svobodou (XYZ, 2021, ISBN 978-80-7683-001-1)
- Encyklopedie fantasy filmu, spolu s Ondřejem Mrázkem, Jiřím Pospíšilem, Petrem Cífkou, Matějem Svobodou, Karlem Ryškou, Mojmírem Sedláčkem a Milanem Rozšafným (XYZ, 2021, ISBN 978-80-7683-017-2)
- Encyklopedie hororového filmu, spolu s Petrem Cífkou, Matějem Svobodou, Janem Gálem, Milanem Rozšafným, Jiřím Pospíšilem a Mojmírem Sedláčkem, (XYZ, 2023, ISBN 978-80-7683-407-1)
- Legendy akčního filmu, spolu s Matějem Svobodou (XYZ, 2024, ISBN 978-80-7683-618-1)
- Devadesátky ve filmu, spolu s Petrem Cífkou, Matějem Svobodou, Karlem Ryškou, Ondřejem Mrázkem, Milanem Rozšafným, Janem Gálem, Ondřejem Kubínem, Johanem Justoňem, Tomášem Krausem, Markem Mičkem a Mojmírem Sedláčkem, (XYZ, 2024, ISBN 978-80-7683-682-2)